# Flit
Flit oder flow control digit (auch flow unit) ist ein Begriff aus der Router- und Netzwerktechnik und bezeichnet das elementare Datenpaket der Datenflusssteuerung.

## Erklärung
Zur effizienteren und einfacheren Behandlung werden in einem paketvermittelten Netzwerk einzelne Pakete in kleinere, gleich große Einheiten, die Flits, unterteilt, welche dann in der Regel einzeln und am Stück gespeichert und versandt werden.
Zur physikalischen Übertragung können Flits weiter geteilt werden in so genannte physical transfer units oder Phits.